# Martín Pando
Martín Pando (26 de dezembro de 1934) é um ex-futebolista argentino que competiu na Copa do Mundo FIFA de 1962.